# Psychoda mirabilis
Psychoda mirabilis är en tvåvingeart som beskrevs av Quate 1967. Psychoda mirabilis ingår i släktet Psychoda och familjen fjärilsmyggor. Inga underarter finns listade i Catalogue of Life.